# Ànec becvermell
L'ànec bec-roig (Anas erythrorhyncha) és una espècie d'ocell de la família dels anàtids (Anatidae), d'hàbits sedentaris o migrador local, habita en aiguamolls, estanys i llacs poc profunds d'Àfrica oriental i Meridional i Madagascar.